# Allejaure (Jokkmokks socken, Lappland)
Allejaure är en sjö i Jokkmokks kommun i Lappland och ingår i Råneälvens huvudavrinningsområde.